# Festuca ticinensis
Festuca ticinensis là một loài thực vật có hoa trong họ Hòa thảo. Loài này được (Markgr.-Dann.) Markgr.-Dann. mô tả khoa học đầu tiên năm 1978.